# Gauliga Mittelrhein 1934/35
De Gauliga Mittelrhein 1934/35 was het tweede voetbalkampioenschap van de Gauliga Mittelrhein. VfR 1904 Köln werd kampioen en plaatste zich voor de eindronde om de Duitse landstitel, waar de club in de groepsfase uitgeschakeld werd.

## Eindstand
| Plaats | Club                         | Wed. | W  | G | V  | Saldo | Ptn.  |
| ------ | ---------------------------- | ---- | -- | - | -- | ----- | ----- |
| 1.     | VfR 1904 Köln                | 18   | 13 | 3 | 2  | 47:20 | 29:7  |
| 2.     | CfR Köln                     | 18   | 9  | 5 | 4  | 30:18 | 23:13 |
| 3.     | SpVgg Sülz 07                | 18   | 8  | 4 | 6  | 36:31 | 20:16 |
| 4.     | SV Westmark 05 Trier         | 18   | 7  | 6 | 5  | 27:28 | 20:16 |
| 5.     | Mülheimer SV 06              | 18   | 7  | 5 | 6  | 35:26 | 19:17 |
| 6.     | Kölner SC 1899               | 18   | 7  | 2 | 9  | 40:44 | 16:20 |
| 7.     | Bonner FV 01                 | 18   | 7  | 2 | 9  | 34:44 | 16:20 |
| 8.     | SV Eintracht 06 Trier        | 18   | 6  | 3 | 9  | 23:32 | 15:21 |
| 9.     | SC Blau-Weiß Köln-Lindenthal | 18   | 5  | 4 | 9  | 24:23 | 14:22 |
| 10.    | 1. FC 07 Idar                | 18   | 2  | 4 | 12 | 12:42 | 8:28  |

|  | Kampioen, geplaatst voor nationale eindronde |
|  | Degradatie naar Bezirksliga                  |

## Promotie-eindronde

### Groep A
| Plaats | Club                | Wed. | Saldo | Ptn. |
| ------ | ------------------- | ---- | ----- | ---- |
| 1.     | TuS Neuendorf       | 6    | 30:9  | 11:1 |
| 2.     | SV Beuel 06         | 6    | 17:15 | 8:4  |
| 3.     | SC Brachbach 09     | 6    | 8:14  | 3:9  |
| 4.     | FV Hansa 1912 Trier | 6    | 7:24  | 2:10 |

|  | Promotie naar Gauliga Mittelrhein 1935/36 |

### Groep B
| Plaats | Club                  | Wed. | Saldo | Ptn. |
| ------ | --------------------- | ---- | ----- | ---- |
| 1.     | TuRa Bonn             | 4    | 15:5  | 6:2  |
| 2.     | SpVgg 08 Oberstein    | 4    | 7:5   | 6:2  |
| 3.     | FC Fortuna Kottenheim | 4    | 2:14  | 0:8  |